# Symbole international d'accessibilité
Pour les articles homonymes, voir ISA.

Le symbole international d'accessibilité

Le symbole international d'accessibilité (International Symbol of Access : ISA) est un pictogramme identifiant les lieux qui sont accessibles aux personnes handicapées. Il consiste en un dessin stylisé d'une personne en fauteuil roulant vue de profil.

## Histoire
Il a été créé en 1968 par Susanne Koefoed, une étudiante en design danoise, pour l'International Commission on Technology and Accessibility (ICTA), un comité de Rehabilitation International (RI), qui l'a adopté en 1969 lors de son 11e congrès mondial à Dublin.
Il est standardisé par l'ISO dans les normes ISO 7000 (symbole 0100) et ISO 7001 (symbole PF006), et représenté dans le standard Unicode par le caractère U+267F (bloc U+2600 à U+26FF « Symboles divers ») qui donne : ♿.

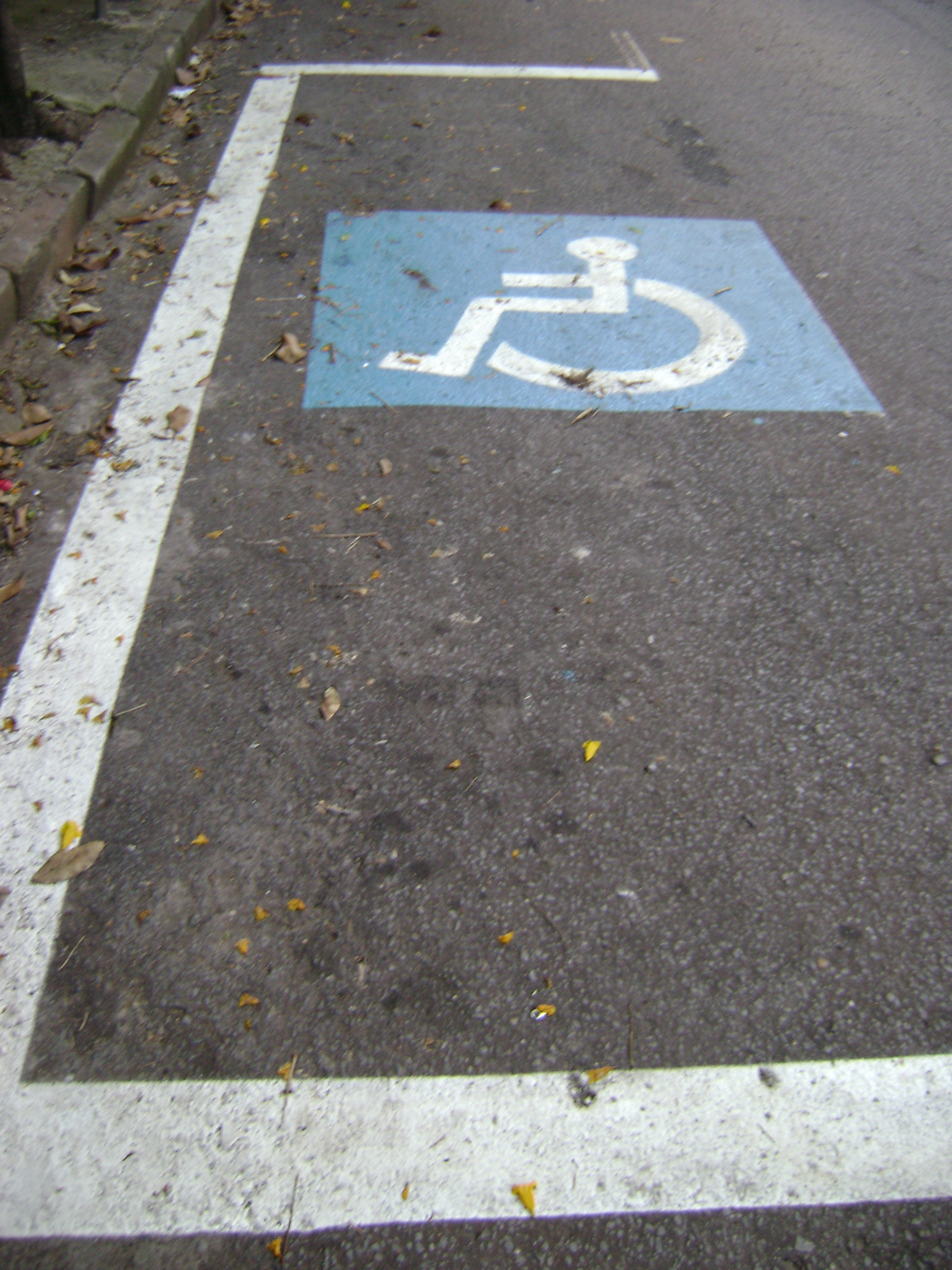
En marquage au sol, signalant une place de stationnement réservée aux handicapés.
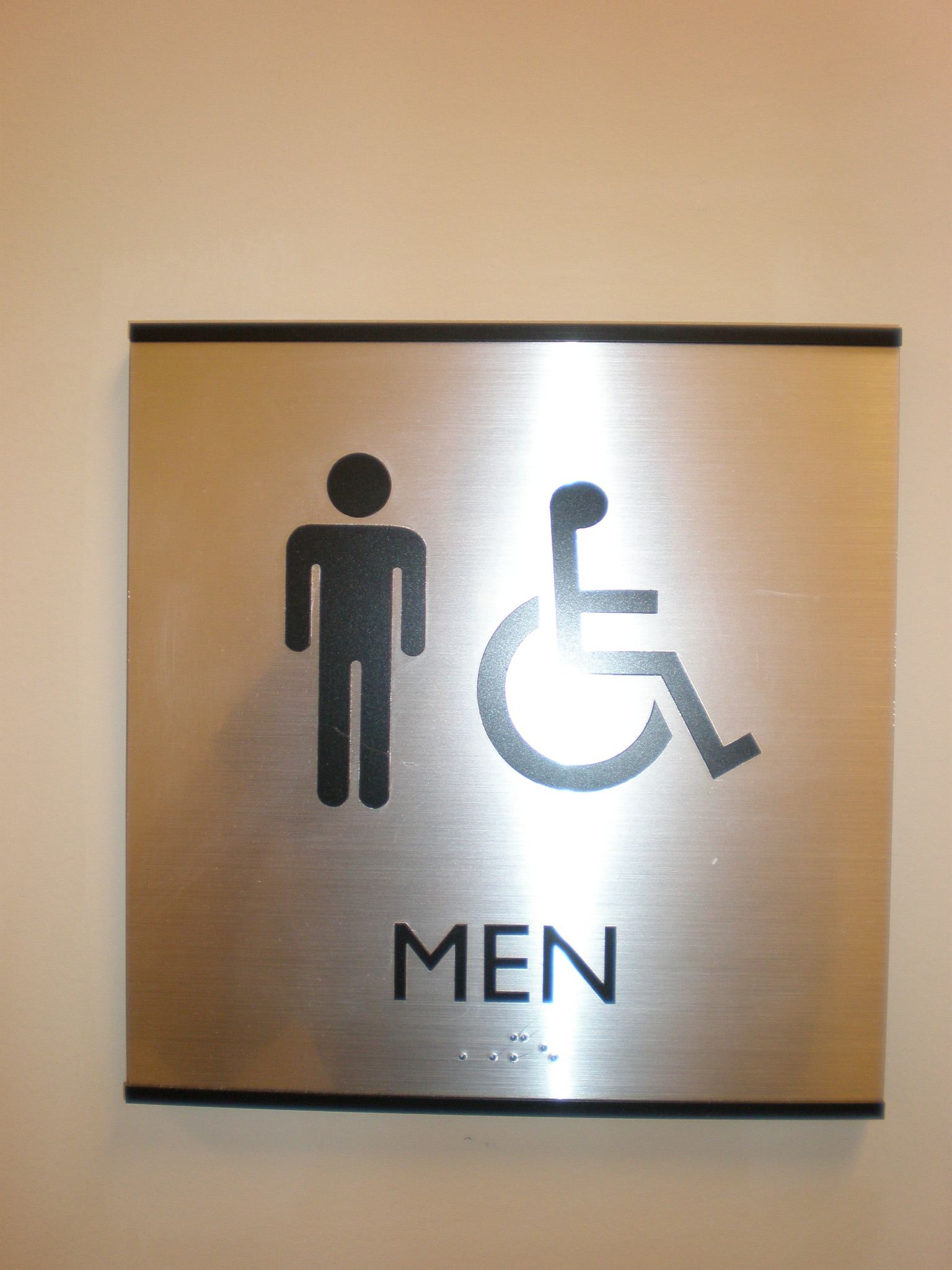
Sur un panneau indiquant des toilettes publiques.